# كاسبر بيدرسين
كاسبر بيدرسين (بالدنماركية: Casper Pedersen)‏‏ (15 مارس 1996 في كوبنهاغن - ) دراج من الدنمارك. يركب حاليًا ضمن فريق سنويب في الاتحاد العالمي للدراجات الهوائية.

## روابط خارجية
- كاسبر بيدرسين على موقع الاتحاد الدولي للدراجات (الإنجليزية)
- كاسبر بيدرسين على موقع أرشيف الدراجات (الإنجليزية)
- كاسبر بيدرسين على موقع إحصائيات الدراجات الإحترافية (الإنجليزية)
- كاسبر بيدرسين على موقع نسبة الدراجات (الإنجليزية)
- كاسبر بيدرسين على موقع CycleBase (الإنجليزية)